# Alpheus armillatus
Alpheus armillatus är en kräftdjursart som beskrevs av H. Milne Edwards 1837. Alpheus armillatus ingår i släktet Alpheus och familjen Alpheidae. Inga underarter finns listade i Catalogue of Life.